# Luxemburgse algemene staking 1942

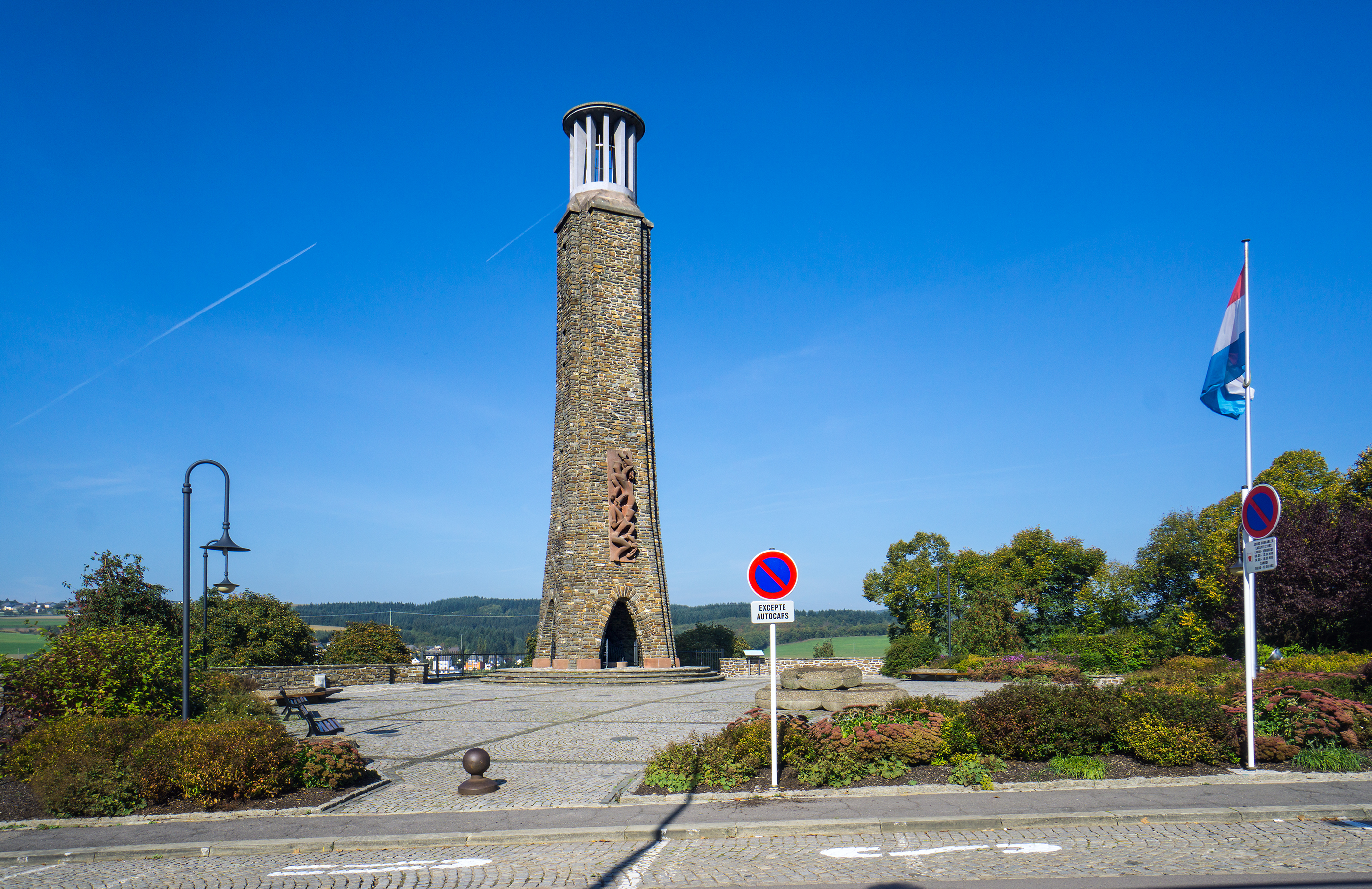
Streikmonument / Monument national de la Grève

Tussen 31 augustus en 3 september 1942 vond er in het door de Duitsers bezette groothertogdom Luxemburg een algemene staking plaats. Aanleiding voor de staking was de aankondiging van de dienstplicht voor Luxemburgse jongeren in het Duitse leger. De staking werd bloedig door de bezetter onderdrukt. De algemene staking is na de oorlog een symbool geworden van het Luxemburgse verzet tijdens de Tweede Wereldoorlog.

## Verloop
Luxemburg was na de Duitse inval in 1940 formeel onderdeel geworden van het Duitse Rijk. Op 30 augustus 1942 kondigde Gauleiter Gustav Simon aan dat vier jaargangen van Luxemburgse jongemannen (geboren tussen 1920 en 1924) zouden worden opgeroepen voor het Duitse leger. Deze aankondiging zorgde voor onrust. Diezelfde dag onderschepte het Luxemburgse verzet een bericht van de Feldkommandant in Luxemburg aan het hoofdkwartier van de Wehrmacht in Wiesbaden. Hierin werd het plan besproken om niet vier maar tien jaargangen Luxemburgers op te roepen. Edmond Goergen, lid van de Letzeburger Vollekslegio’n (LVL), verspreidde dit bericht de volgende dag in Wiltz.
In die plaats brak in de ochtend van 31 augustus een spontane staking uit in de lederfabriek Idéal. Al snel volgden stakingen in andere bedrijven in Wiltz en in de omliggende gemeenten. Er volgde ook een betoging van ongeveer 300 personen in de straten van Wiltz. Het nieuws over de stakingen en de protesten in Wiltz bereikte in de loop van de 31e de voor de oorlogsindustrie belangrijke staalfabrieken en mijnen in het zuiden van het land. Om 18 uur werd in de Arbed-fabriek in Schifflange de sirene geluid. Dit was het teken voor de avondploeg die net aan haar dienst begon om in staking te gaan. Dertig minuten later was de Gestapo al ter plaatse en de directeur van de fabriek en vier arbeiders werden gearresteerd. Toch sloeg de staking over naar andere fabrieken zoals de hoogovens van Differdange. De staking breidde zich ook uit buiten de industrie. Ook onderwijzers, hun leerlingen, postbeambten, winkeliers en landbouwers gingen in staking.
Op 1 september werd de noodtoestand afgekondigd. In verschillende fabrieken braken stakingen uit maar onder zware bedreigingen werden de arbeiders gedwongen weer aan het werk te gaan. In de straten werden affiches opgehangen waarop stakers met de doodstraf werden bedreigd. Op 2 september werden de eerste gearresteerde stakers geëxecuteerd. Verspreid over het land braken op 2 en 3 september nog acties uit. Tijdens de repressie werden bijna 200 personen gearresteerd, van wie er 83 voor gelegenheidsrechtbanken werden gebracht en werden overgeleverd aan de Gestapo. 21 personen werden in de loop van de volgende dagen en weken geëxecuteerd. 290 jongeren (leerjongens en scholieren) werden opgepakt en naar heropvoedingskampen in Duitsland gevoerd.

## Gevolgen
Uit angst voor nieuwe onlusten werd de dienstplicht in Luxemburg niet uitgebreid naar oudere jaargangen (geboren voor 1920), in tegenstelling tot bijvoorbeeld in Elzas-Lotharingen waar verhoudingsgewijs veel meer mannen gedwongen dienst moesten nemen in het Duitse leger. In een latere fase werden in Luxemburg wel de jaargangen 1925, 1926 en 1927 nog opgeroepen voor militaire dienst.

## Herdenkingen
De algemene staking wordt jaarlijks op 31 augustus herdacht in Wiltz, Schifflangen en Esch-sur-Alzette. In Wiltz is staat het nationaal herdenkingsmonument, een 23 meter hoge toren die vanaf 1954 werd gebouwd. Het werd ontworpen door architect Roger Wercollier en bevat bas-reliëfs van zijn broer, beeldhouwer Lucien Wercollier. Dit Monument national de la Grève werd ingehuldigd op 30 september 1956.